# Pfarrkirche Strallegg

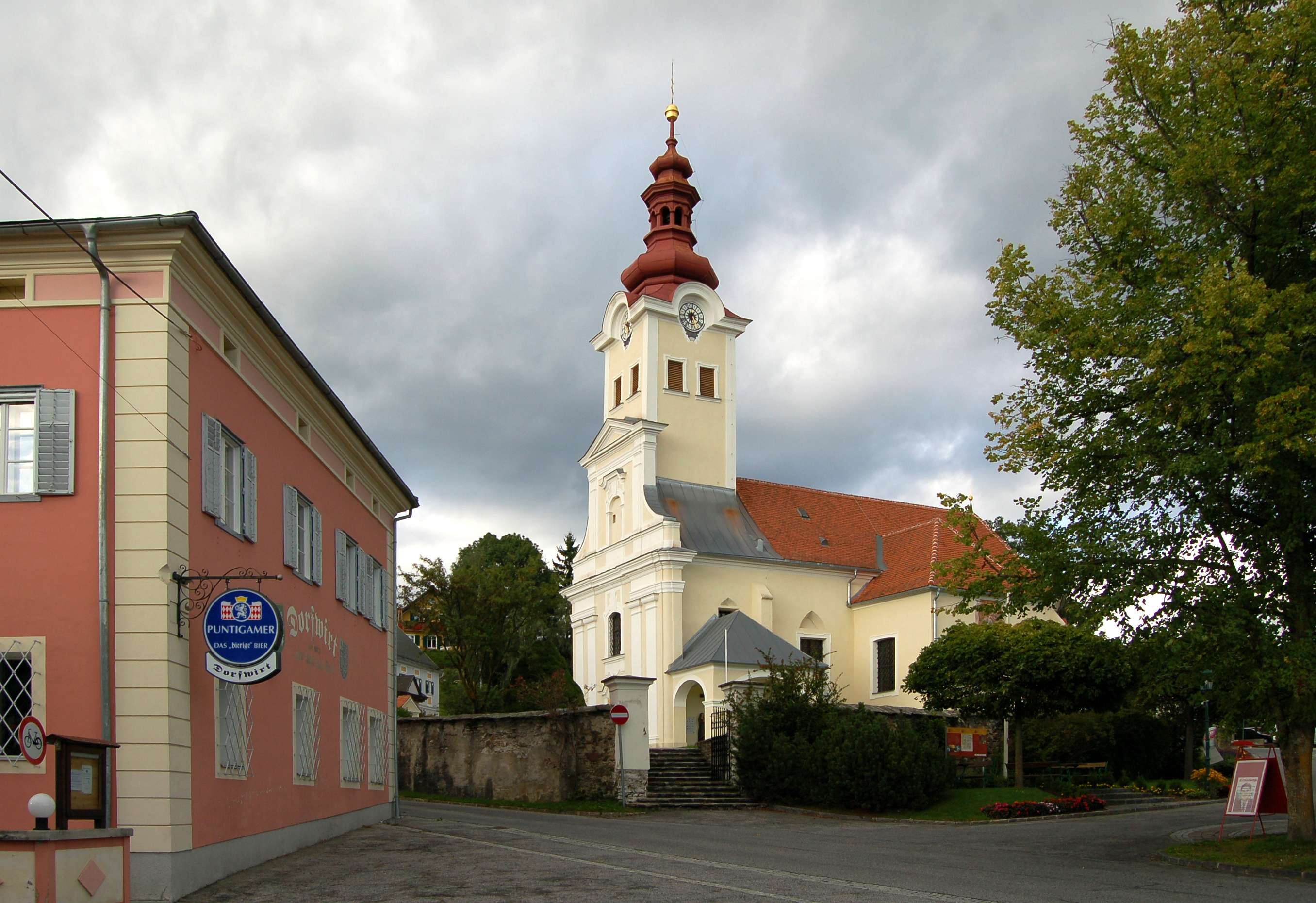
Katholische Pfarrkirche hl. Johannes der Täufer in Strallegg

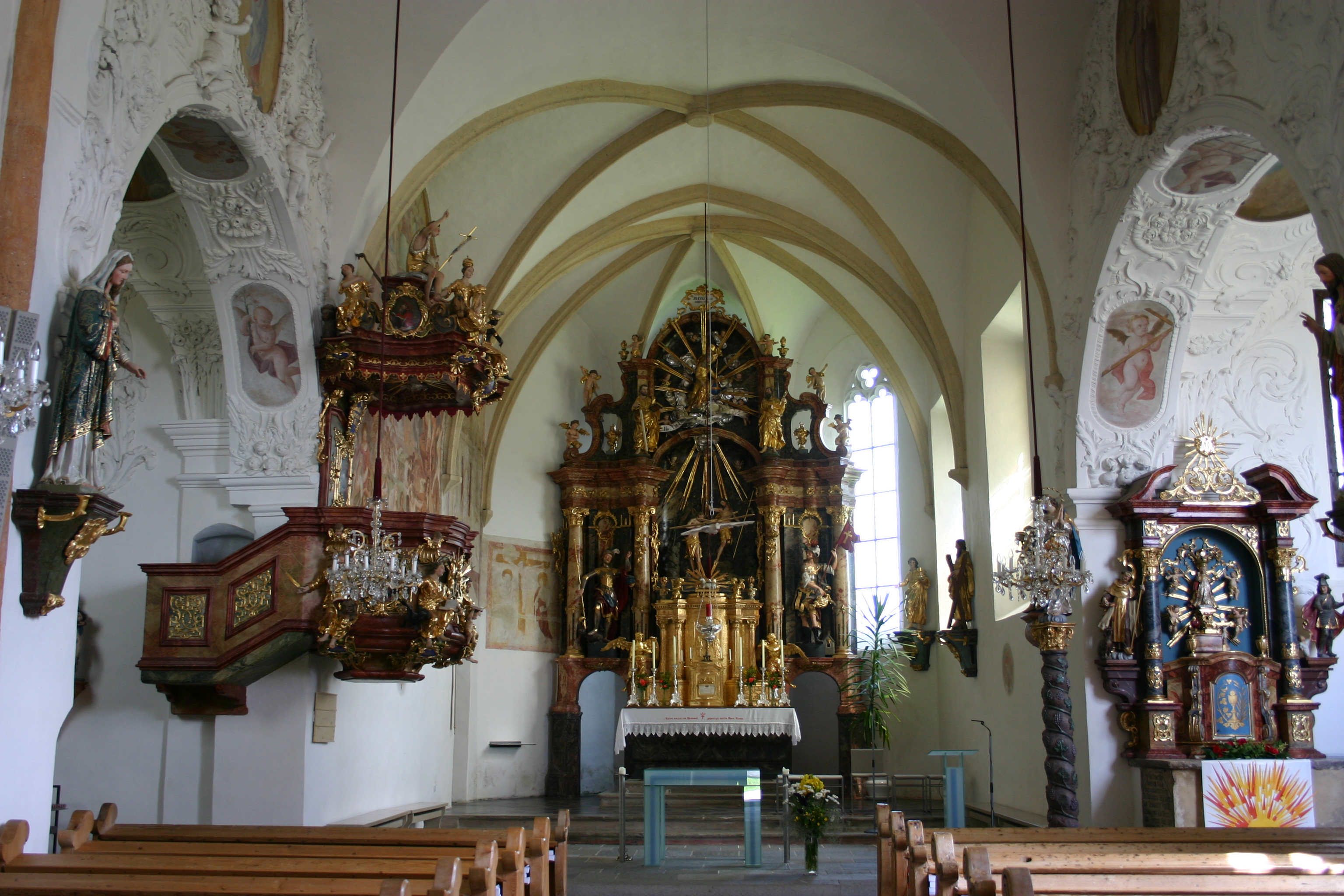
Langhaus, Blick zum Chor

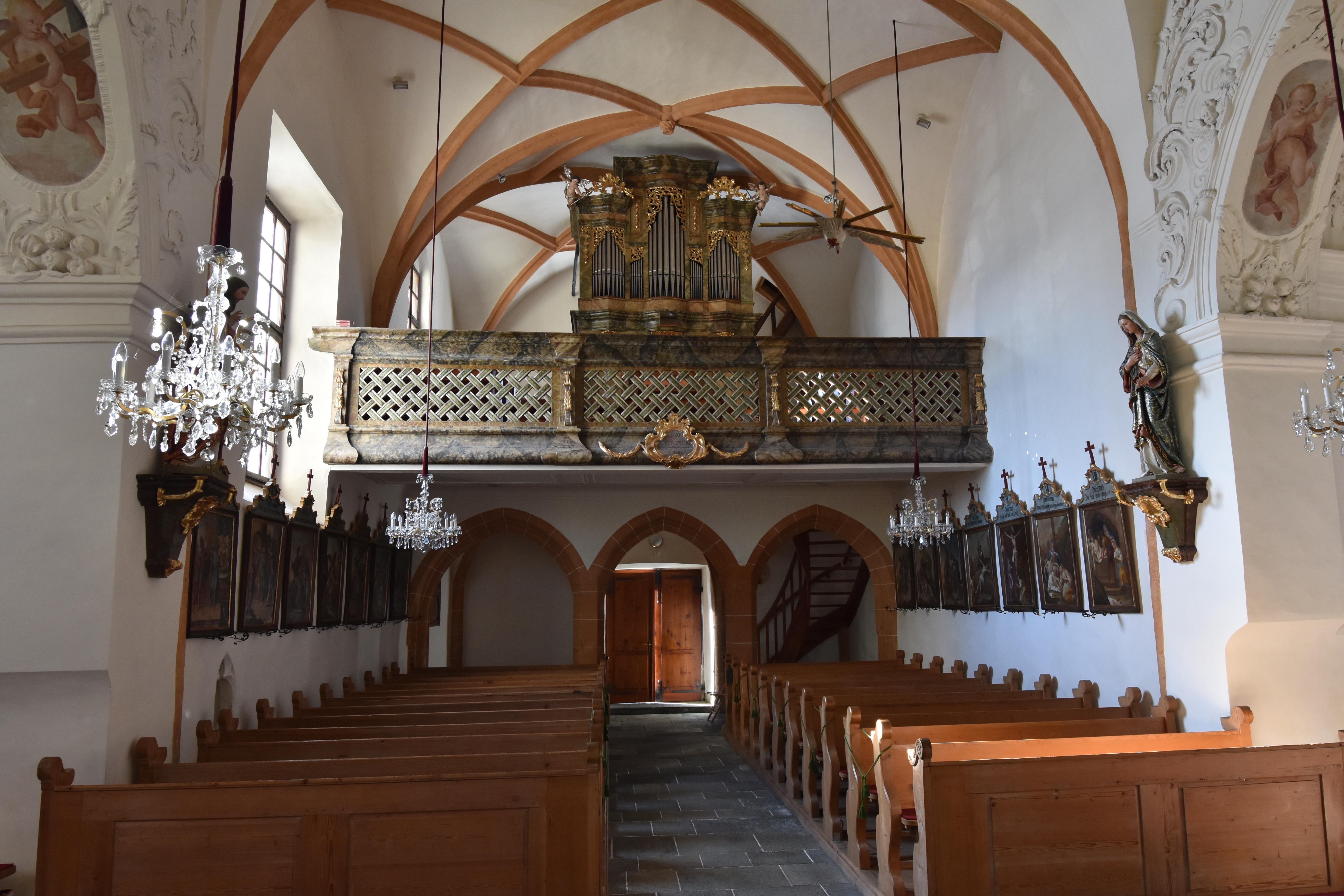
Langhaus, Blick zur Orgelempore

Die Pfarrkirche Strallegg steht auf einer ebenen Stufe des allmählich ansteigenden Berglandes (Joglland) in der Gemeinde Strallegg im Bezirk Weiz in der Steiermark. Die dem Patrozinium hl. Johannes der Täufer unterstellte römisch-katholische Pfarrkirche gehört zum Dekanat Birkfeld in der Diözese Graz-Seckau. Die Kirche und der ehemalige Friedhof stehen unter Denkmalschutz (Listeneintrag).

## Geschichte
Urkundlich wurde 1295 eine Kirche genannt. Die Kirche wurde 1961/1962 innen und 1972 außen restauriert.

## Architektur
Der gotische Kirchenbau mit barocken Erweiterungen ist von einer Friedhofsmauer umgeben.
Die spätbarocke Westfassade hat einen Giebelaufsatz und trägt einen quadratischen Turm aus 1767 durch Johann Josef Stengg, Sohn von Andreas Stengg. Südseitig zeigt die Kirche gotische Fenster barock verändert, das gotische Portal ist vermauert. Abgetreppte Strebepfeiler umfassen den ganzen Kirchenbau.
Das Kircheninnere zeigt einen einjochigen Chor mit einem Fünfachtelschluss unter einem Kreuzrippengewölbe um 1400. Wenig später wurde das ehemals dreijochige Langhaus mit einem Netzrippengewölbe auf Runddiensten in gleicher Breite angebaut. 1667 wurden am dritten Langhausjoch beidseits zwei quadratische Kapellen erbaut und dabei das Joch zu einer kreuzgratgewölbten Vierung umgebaut. Der dreiachsige spätgotische Orgelchor ist kreuzrippenunterwölbt und wurde 1740 erweitert.
Im Chor wurden 1961 Fresken freigelegt, Kreuzigung und Adstantes, Auferstandener mit Stifterfigur um die Mitte des 15. Jahrhunderts, eine große Weltgerichtsdarstellung, 1705 dem Johann Cyriak Hackhofer zugeschrieben. Die Kapellen zeigen Stuck und Fresken mit Szenen aus der Marien- und Josefslegende vom Maler Antonio Maderni 1699.

## Ausstattung
Der Hochaltar aus der Mitte des 18. Jahrhunderts trägt einen Tabernakel aus 1822. Die vorzügliche Kanzel schuf Remigius Horner 1714, die Figuren schuf Josef Hilt. Die Marienfigur auf einer Steinsäule mit Opferstock ist aus dem Ende des 17. Jahrhunderts.
Die Orgel baute Ludwig Greß 1798. Eine Glocke nennt Peter Zwölfer 1672.

## Grabdenkmäler
Ein Grabmal nennt Gaulhofer 1688.